# کیرالد
کیرالد (به مجاری:  Királd) یک منطقهٔ مسکونی در مجارستان است که در بورشود-آبااوی-زمپلن واقع شده‌است.